# 和光富士見バイパス
和光富士見バイパス（わこうふじみバイパス）は、埼玉県和光市新倉の松ノ木島交差点（東京外環自動車道和光北IC）から埼玉県富士見市下南畑の下南畑交差点（富士見川越バイパス）までの、延長6.85 km（キロメートル）の国道254号バイパス道路である。

## 概要

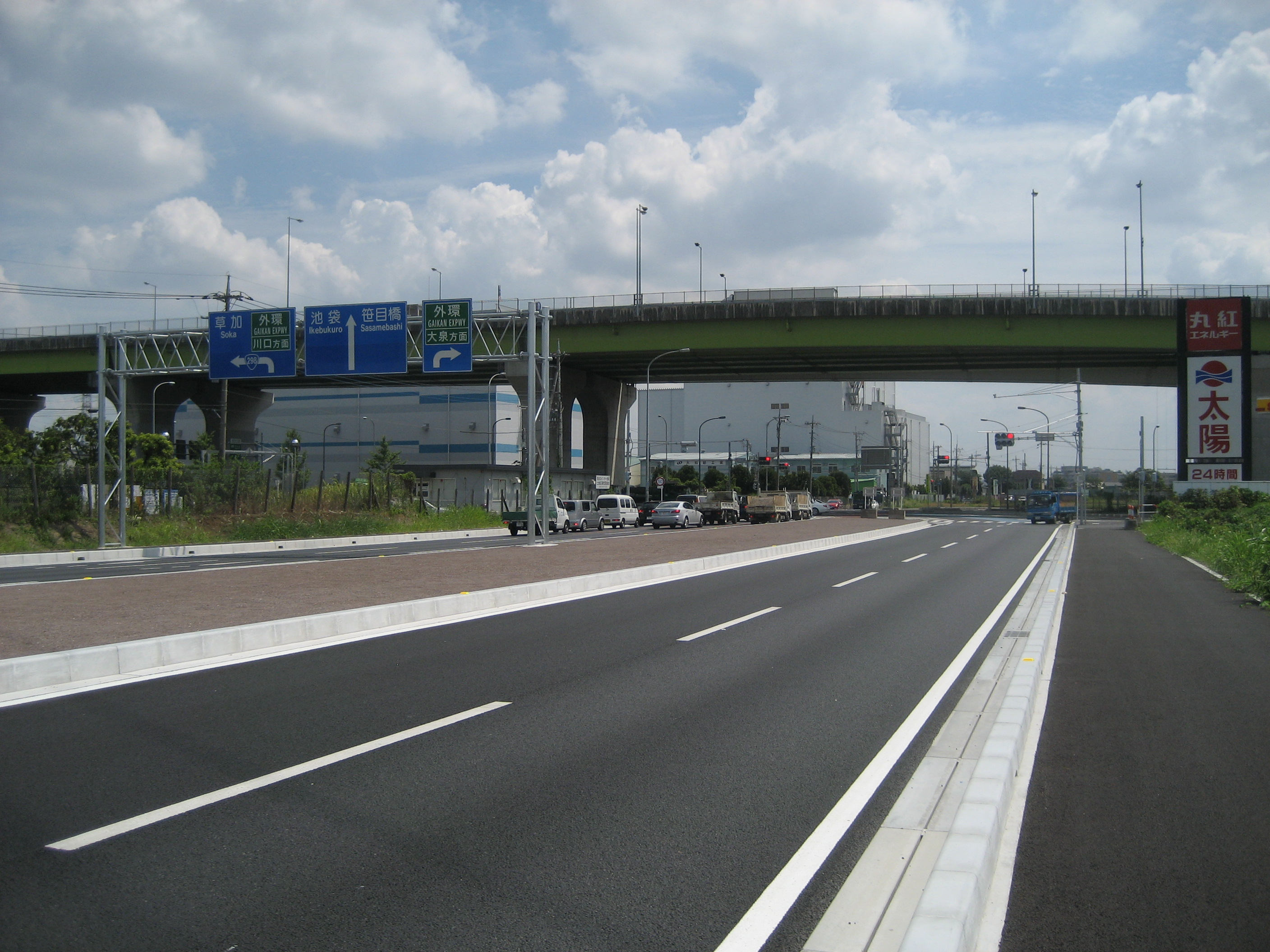
埼玉県和光市松ノ木島交差点付近

### 路線データ
- 全長 - 6.85 km[1]
- 起点 - 埼玉県和光市新倉（松ノ木島交差点 = 国道298号交点）[1]
- 終点 - 埼玉県富士見市下南畑（下南畑交差点 = 国道463号交点）[1]
- 道路規格 - 第4種第1級[2]
- 道路幅員（第1期整備区間）
  - 一般部 - 36.0 m - 42.0 m[1]
  - 橋梁部 - 11.9 m×2
- 車線数 - 4車線（第2期整備区間は暫定3車線）[2]
- 車線幅員 - 3.25 m
- 設計速度 - 60 km/h[2]
- 全体事業費 - 約624億円[3]

### 概説

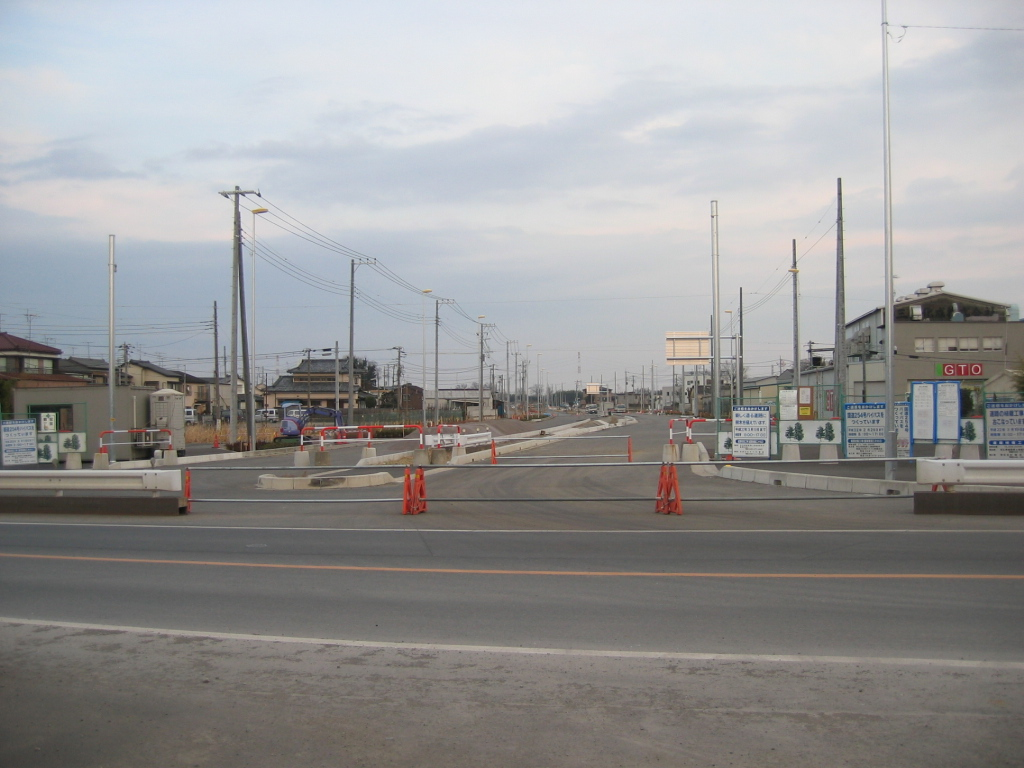
第1期整備区間の終点-埼玉県道79号朝霞蕨線との交点「新盛橋東交差点」（朝霞市上内間木）

国道254号は東京都文京区から埼玉県西部・群馬県南部を横断して長野県松本市に至る広域幹線道路であり、とりわけ埼玉県区間では「川越街道」と呼ばれ、並行する関越自動車道や環状道路の東京外環自動車道、首都圏中央連絡自動車道と連結する事で域内の物流基盤を補完している。
それゆえ大型貨物自動車などが頻繁に往来する一方、当該道路は地域住民の生活道路としても機能している関係で、とりわけ新座市においては埼玉県道・東京都道40号さいたま東村山線（志木街道）と交差する野火止交差点を筆頭に渋滞や交通事故が頻発している。
こうした状況を踏まえ、当時有料であった富士見川越バイパスらと共に国道254号の広域バイパスとして計画されたのが和光富士見バイパスである。
事業は埼玉県道79号朝霞蕨線と交差する朝霞市上内間木までの区間を第1期整備区間（L=2.6 km）、朝霞市上内間木から終点の富士見市下南畑までの区間を第2期整備区間（L=4.3km）として整備が進められ、うち第1期整備区間は2010年（平成22年）までに暫定2車線で完成し、2020年（令和2年）3月31日に4車線化が完成した。
第2期整備区間については当初、地上部4車線と高架部4車線（自動車専用道路）の計8車線として計画されたため、道路計画幅は36 m - 42 mにも及び、富士見川越バイパスの本道との接続部は中央分離帯が非常に広く取られている。しかし立ち退きを強いられる志木市中宗岡で、住民の反対運動により工事着工が大幅に遅れた事や、社会・経済情勢の変化により2006年度（平成18年度）に事業の見直しを行い、将来交通量の推定結果から完成4車線として建設が進められる事が決定したため、自動車専用道路部の建設は撤回となった（詳細は#沿革を参照）。
反対運動のある志木市内のルートについては、住宅地を通過する事から、平面・高架・地下の3つの案を検討していたが、アンケートでの調査結果や意見募集で、平面案への支持が多数だった事、平面構造の建設費用が最も安価である事などを勘案した結果、平面構造とすることが決定された。

### 区間ごとの整備状況

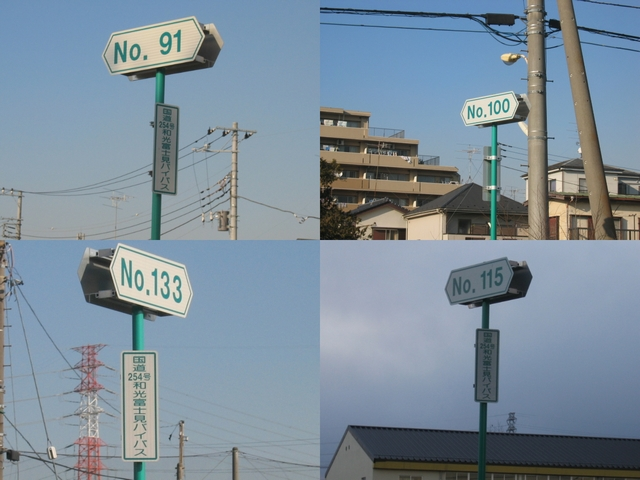
道路建設予定地に立てられた標（「No.○○」の数字は国道463号浦和所沢バイパスとの交点からの距離
【例】「No.91」は910m）

- 第1期整備区間（和光市新倉<松ノ木島交差点> - 朝霞市上内間木<新盛橋東交差点=埼玉県道79号朝霞蕨線交点>、L=2,560 m）
  - 松ノ木島交差点 - 台交差点までの延長604.3mの区間が1992年（平成4年）11月27日に暫定2車線で開通[5]。2020年（令和2年）3月31日に4車線へ拡幅された[1]。
  - 2010年（平成22年）4月24日16時、台交差点 - 埼玉県道79号朝霞蕨線（新盛橋東交差点）までの区間が、暫定2車線（完成4車線）で供用開始[6]。新河岸川を渡るための朝霞大橋も開通と同時に供用開始された。朝霞大橋は将来下り専用（2車線）になる橋梁を暫定2車線では上り・下りの両方向として供用していた（ガードレールを仮置きして片側1車線で運用していた）が、2020年（令和2年）3月31日に第一期整備区間の4車線化が完成して[1]往復分離交通が実施された。
- 第2期整備区間（朝霞市上内間木<新盛橋東交差点> - 富士見市下南畑<下南畑交差点>、L=4,290 m）
  - 2008年（平成20年）2月28日に道路の基本構造を平面4車線で建設する事を発表し[4]、用地の取得を進めている。2023年（令和5年）7月末時点の用地収得率は約96 %（富士見市100 %、志木市約99 %、朝霞市約92 %）である[1]。
  - 近隣住民の事業への理解を深めるため、志木市内においてモデル工事と称した全長120 mの道路を整備し、2012年（平成24年）に完成[注釈 1]。
  - JR東日本武蔵野線との交差部は、2013年（平成25年）に跨線橋の予備設計業務が発注された段階で、着工には至っていない。武蔵野線の交差部について、嵩上式（高架）から地表式に変更する都市計画変更公表され、2023年（令和5年）3月に説明会が実施された[7]。
- 2019年、埼玉県内の都市計画道路3・2・13号志木和光線を、東京都道・埼玉県道68号練馬川口線と交差する吹上観音前交差点まで約1.6 kmを延伸する方向で、都市計画変更の手続きが進められることが発表された。また、この延伸に合わせ国道298号と交差する松ノ木島交差点を立体交差にする計画である[8]。同区間は2020年（令和2年）3月に都市計画決定され、埼玉県により国道254号和光バイパスとして2021年度（令和3年度）に事業化された[9]。

## 沿革
- 1971年（昭和46年）3月26日：富士見市で都市計画決定（昭和46年3月26日埼玉県告示第366号）。
- 1976年（昭和51年）6月15日：朝霞市、志木市で都市計画決定および富士見市で都市計画変更（昭和51年6月15日埼玉県告示第844号、同第845号）。
- 1980年（昭和55年）3月11日：朝霞市で都市計画変更および和光市で都市計画決定（昭和55年3月11日埼玉県告示第378号）。
- 1984年度（昭和59年度）：国庫補助事業として新規採択され事業化。
- 1991年度（平成3年度）：工事に着手。
- 1992年（平成4年）11月27日：和光市起点部（東京外かく環状道路）- 台交差点間（L=0.6 km）を暫定2車線で供用開始。
- 1994年度（平成6年度）：重点整備を行う第1期整備区間（起点 - 埼玉県道79号朝霞蕨線L=2.6 km ※開通済み区間含む）と第2期整備区間（L=4.3 km）を設定。
- 2001年度（平成13年度）：越戸川を渡河する新東和橋が完成。
- 2004年度（平成16年度）：朝霞大橋の下部工に着手。新東和橋から県道79号朝霞蕨線までの道路築造工事に着手。
- 2006年度（平成18年度）：第2期整備区間の説明会開催。路線測量・地質調査等を実施。
- 2007年度（平成19年度）：朝霞大橋の下部工が完成、上部工に着手。
- 2008年（平成20年）2月28日：志木市区間の基本構造を平面4車線とする事を公表[4]。
- 2008年度（平成20年度）：朝霞大橋の上部工が完成、取付道路及び台交差点の築造工事に着手。
- 2009年度（平成21年度）：舗装及び道路付属物設置工事に着手。
- 2010年（平成22年）4月24日：台交差点 - 県道79号朝霞蕨線（新盛橋東交差点）までの区間（L=1.7 km）が暫定2車線で供用開始[6]。
- 2012年度（平成24年度）：未開通の第2期整備区間（志木市下宗岡一丁目）に、埼玉県は沿線住民の理解と実際に完成した道路に触れるべく、車両通行不可の全長120 m、幅員42 mのモデル道路を建設し広報。
- 2017年度（平成29年度）：第2期整備区間の志木区間を先行して着工。
- 2019年度（令和元年度）：国道254号バイパスの東京方面への延伸のための都市計画に着手。
- 2020年（令和2年）3月31日：1期整備区間が4車線化[1]
- 2023年（令和5年）7月29日：下南畑交差点（富士見川越バイパス）- 埼玉県道40号さいたま東村山線までの区間（L=1.4 km）が暫定3車線で開通[10]。

## 道路建設に対する批判
第2期整備区間では、高架・平面合わせて8車線の道路を志木市の住宅地に通す計画であった事から、騒音・振動や大気汚染などの環境悪化、地域分断などを懸念する声が根強く、事態は膠着して長らく進展は見られなかった。

- 1999年（平成11年）、埼玉県では、社会情勢・経済情勢の変化や周辺の道路整備状況等を考慮して、4住民団体[注釈 2]との間で道路構造の見直し作業の進め方に関する確認書を取り交わした[5]。
- 2005年度（平成17年度）、志木市議会や町内会、商工会との協議を重ね、結果を踏まえ事業凍結を解除し、調査や測量・構造の再検討に着手[5]。
- 2007年（平成19年）の11月から12月にかけて、志木市民の一部を対象に道路構造に関してのアンケートを実施する傍ら、住民説明会や4住民団体との協議を開催。
- 2008年（平成20年）2月、道路構造を「平面4車線」と決定・公表[注釈 3]。取得した用地のうち、道路規模の縮小により余った部分については副道の整備や歩道・自転車道の分離、植樹帯など環境緩衝帯としての活用を検討しており、例えば幅員42 mの区間については左右にそれぞれ13 mずつの環境緩衝帯を想定している[12]。
- 2008年（平成20年）6月、当該事業はB/Cが3.3と高く、関係7市1町で構成される「一般国道254号和光川越間バイパス建設促進期成同盟会」からも早期整備の要望が出される[13]。一方、志木市の一部住民は環境アセスメント（埼玉県条例では全長5 km以上、4車線以上の道路に義務付けられており、全長4.3 kmの2期区間は対象外[14]）や地下化を求めて、埼玉県知事上田清司に公開質問状を送るなど引き続き反対運動を行っており[15][16]、“説明不足”と主張する一部住民と“説明済み”とする埼玉県庁の意見は平行線を辿っている。このため未買収用地も残っており、埼玉県では開通見込について、具体的な公表には至っていない。

## 路線状況

### 主要構造物
- 東和橋（越戸川）
- 朝霞大橋（新河岸川）

### 交通量
- 新盛橋東交差点南側：7,114台/12時間（うち大型車2,652台/12時間）[17]

第一期整備区間の開通に伴い、松ノ木島交差点 - 新盛橋東交差点間の通過時間が開通前の平均約16分から平均約6分となり、約10分短縮された。また、バイパスルートへの転換に伴い、埼玉県道79号朝霞蕨線花の木交差点の渋滞も解消されている。

## 地理

### 通過する自治体
- 埼玉県
  - 和光市（新倉）
  - 朝霞市（台、根岸、下内間木、上内間木）
  - 志木市（下宗岡、中宗岡、上宗岡）
  - 富士見市（下南畑）

### 交差する道路・鉄道路線・河川
| 交差する道路                                                          | 最高速度 (km/h) | 交差点      | 所在地   |
| --------------------------------------------------------------------- | --------------- | ----------- | -------- |
| 埼玉県道88号和光インター線（国道254号（和光バイパス・未成線）の現道） |                 |             |          |
| 国道298号・C3 東京外環自動車道（和光北IC）                            | 60 （法定）     | 松ノ木島    | 和光市   |
| （内間木通り）                                                        | 60 （法定）     | 台          | 朝霞市   |
| 新河岸川                                                              | 60 （法定）     | 朝霞大橋    | 朝霞市   |
| 埼玉県道79号朝霞蕨線（朝霞秋ヶ瀬通り）                                | 60 （法定）     | 新盛橋東    | 朝霞市   |
| JR武蔵野線                                                            |                 |             | 朝霞市   |
| （宮戸橋通り）                                                        |                 |             | 志木市   |
| 埼玉県道40号さいたま東村山線（いろは通り）                            | 60 （法定）     | 中宗岡4丁目 | 志木市   |
| 埼玉県道36号保谷志木線（宿通り）                                      | 60 （法定）     | 上宗岡1丁目 | 志木市   |
| 国道254号・国道463号（浦和所沢バイパス）                              | 60 （法定）     | 下南畑      | 富士見市 |
| 国道254号（富士見川越バイパス）                                       |                 |             |          |

### 沿線の施設
- 新河岸川水循環センター（荒川右岸流域下水道終末処理場）
- 朝霞市立第九小学校
- 朝霞市クリーンセンター（清掃工場）
- 内間木公園
- 下の宮氷川神社
- 志木市立宗岡第二中学校
- 志木市立宗岡第三小学校
- せせらぎの小径
- 志木宗岡団地
- 志木市民総合センター
- 埼玉県富士見中継ポンプ場

## ギャラリー

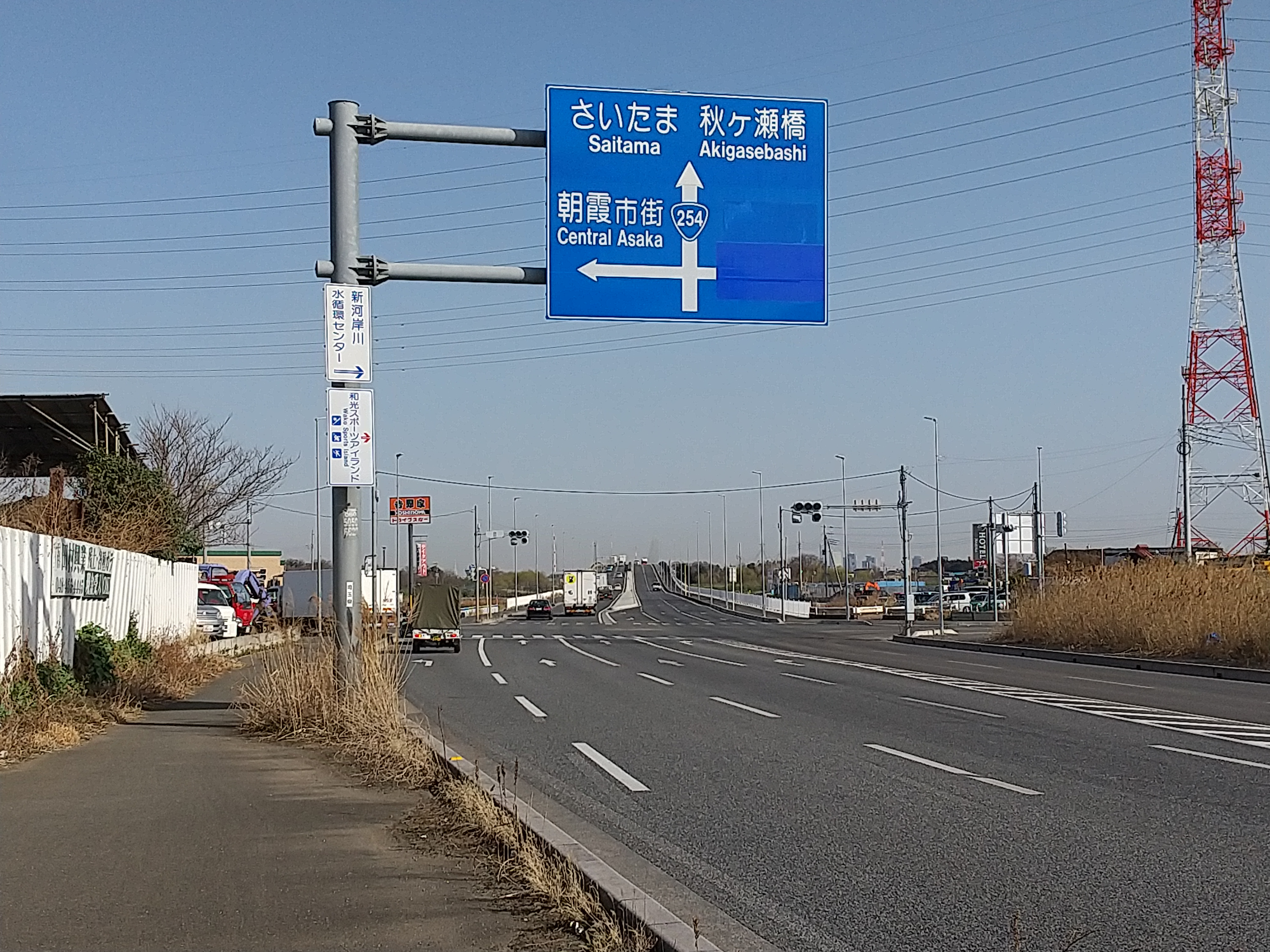
朝霞市台付近
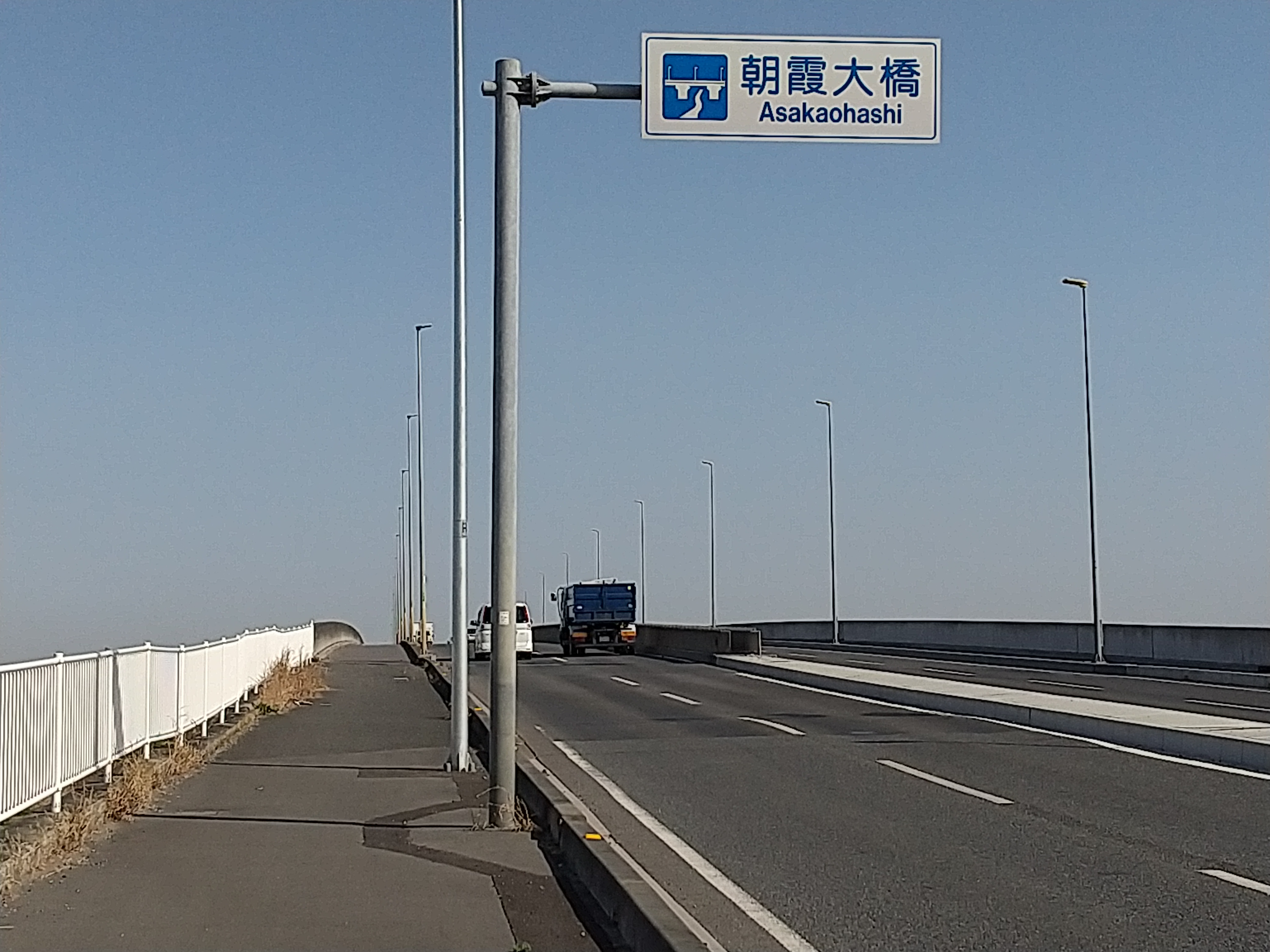
朝霞大橋
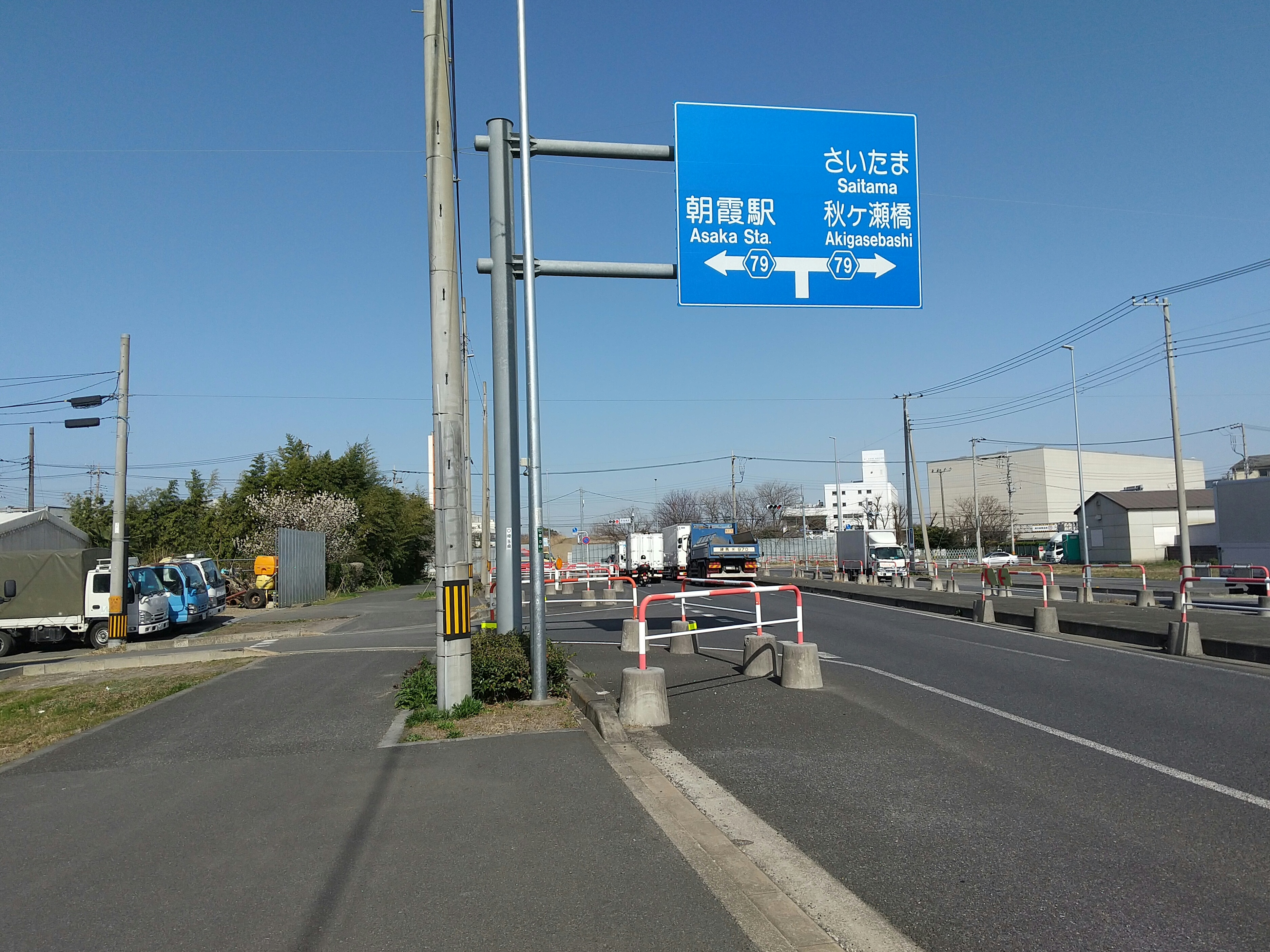
朝霞市上内間木付近
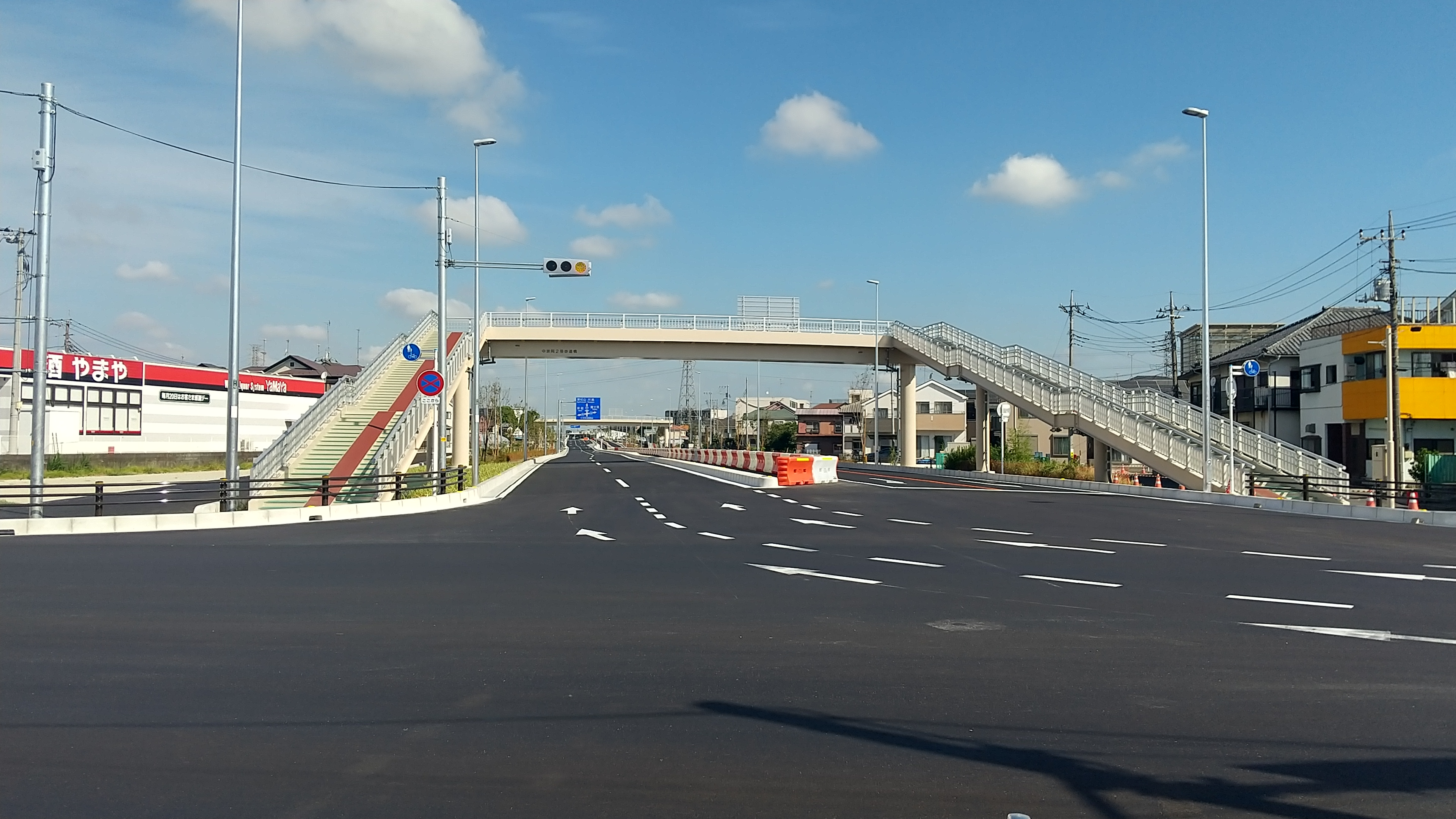
志木市中宗岡4丁目付近
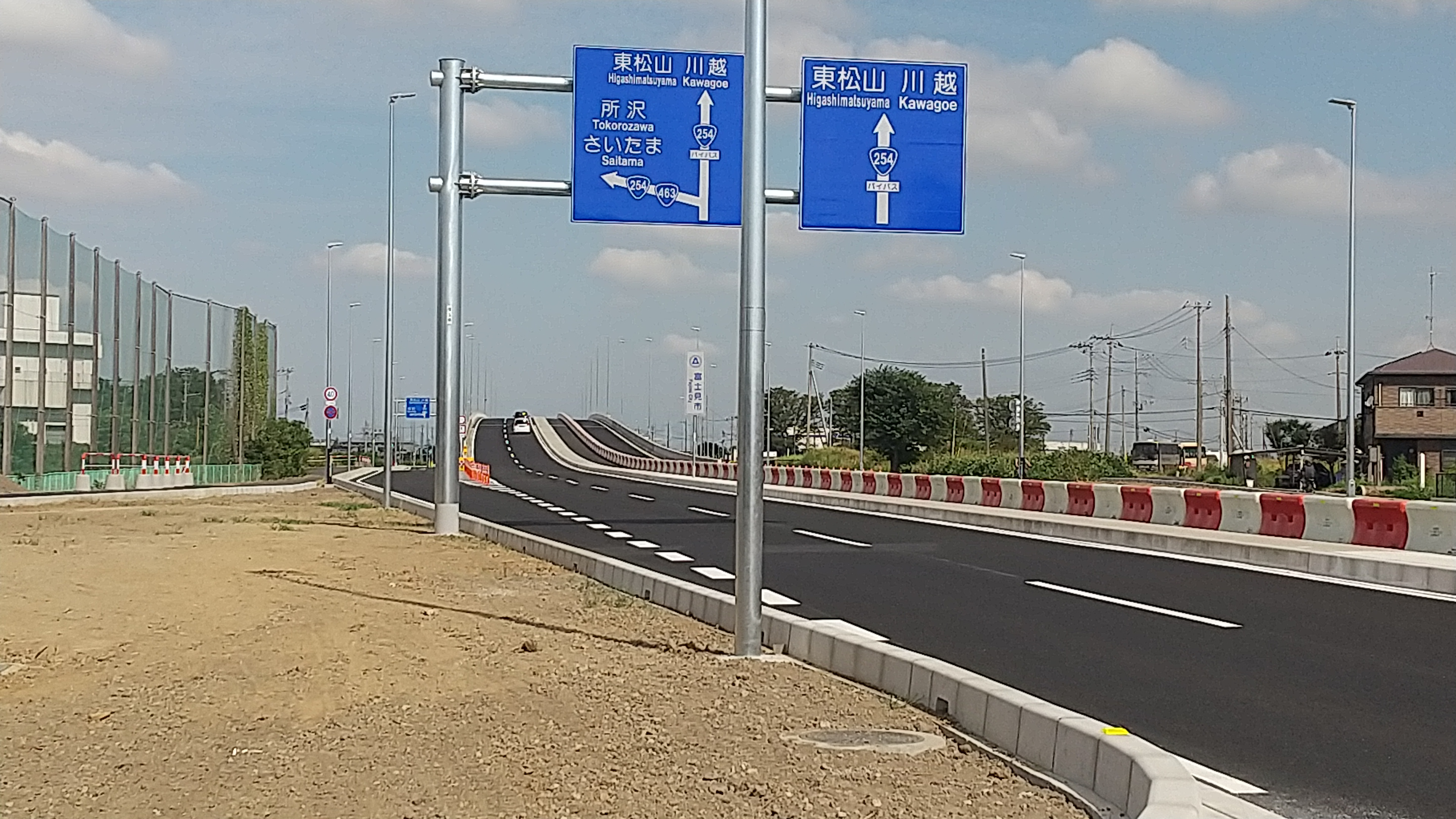
志木市上宗岡2丁目付近
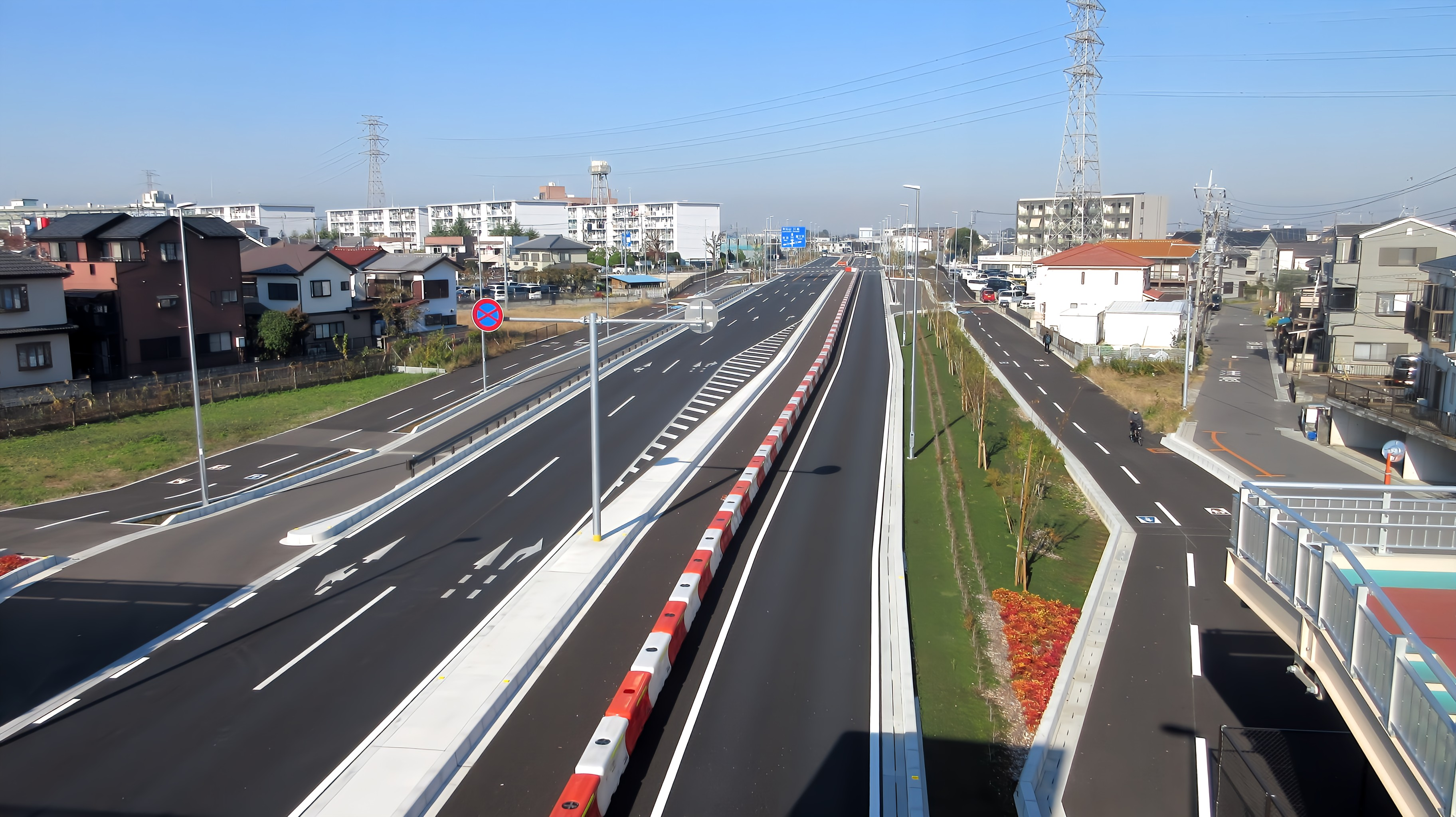
和光富士見バイパス(宗岡の歩道橋より)

## 接続するバイパスの位置関係
（東京方面）和光バイパス - 和光富士見バイパス - 富士見川越バイパス（松本方面）